# Дорогомилово
Дорогоми́лово — район города Москвы, расположенный в Западном административном округе, а также одноимённое внутригородское муниципальное образование.

## История
На месте будущего Дорогомилова в XIII—XVI веках располагалось село. Считается, что именно оно дало название этой местности. К концу XVII века в слободе насчитывалось всего несколько десятков дворов. С началом XVIII века село стало разрастаться: здесь селились ямщики, солдаты, ремесленники и купцы. В конце XIX столетия здесь заработали промышленные предприятия: Трёхгорный пивоваренный завод (1875), фабрика для выработки красильно-древесных экстрактов (1883), Трехгорный цементный завод (1894).
В той части района, которая ограничена Третьим транспортным кольцом и Кутузовским проспектом (жилые здания с чётной нумерацией, начиная от дома, расположенного по адресу Кутузовский проспект, дом 22) располагалось одно из крупнейших московских кладбищ — Дорогомиловское. Кладбище, созданное в конце XVIII века как «чумное», просуществовало более полутора веков и было окончательно ликвидировано только в конце 1940-х годов. Здесь находились могилы художника И. Левитана и финансиста Л. Полякова. В конце 1940-х на месте ликвидированного кладбища построили жилые дома (Кутузовский проспект, дома 24—30), квартиры в которых получала советская элита, в частности, семьи Л. И. Брежнева, Ю. В. Андропова и др. На территории, которую занимал еврейский участок Дорогомиловского кладбища, в начале 2000-х годов построили здание театра «Мастерская Петра Фоменко».
Современный облик района был определён Генеральным планом реконструкции Москвы, утверждённым в 1935 году. В его рамках Москва-река была одета в гранит, вдоль Кутузовского проспекта сложилась сталинская застройка, самым явным символом которой является гостиница «Украина».
До 1960-х годов в районе современного дома 15 по набережной Тараса Шевченко существовали подземные Дорогомиловские каменоломни (затоплены в связи с искусственным подъёмом уровня воды в Москве-реке).

### Создание района
Муниципальные округа «Кутузовский» и «Дорогомиловский» были созданы после административной реформы 1991 года на части территории бывшего Киевского района Москвы и входили в состав Западного административного округа. В 1994 году эти муниципальные округа были объединены. После принятия в 1995 году закона «О территориальном делении города Москвы» на их территории был образован район «Дорогомилово».

## Территория и границы
По данным на 2017 год, площадь района составляет 793 га. Район находится в пределах Западного административного округа Москвы. Границы современного района Дорогомилово проходят: по оси русла Москвы-реки, осям полос отвода: Малого кольца и Киевского направления Московской железной дороги (МЖД), оси Минской улицы, оси полосы отвода Смоленского направления МЖД до реки Москвы.
На севере, востоке и юго-востоке граничит с московскими районами Пресненский, Арбат и Хамовники Центрального административного округа, на юге — с районом Раменки, на западе и северо-западе — с районами Фили-Давыдково и Филёвский парк Западного административного округа Москвы.

## Население
| 2002    | 2010    | 2012    | 2013    | 2014    | 2015    | 2016    |
| ------- | ------- | ------- | ------- | ------- | ------- | ------- |
| 59 732  | ↗67 720 | ↗68 215 | ↗69 714 | ↗70 862 | ↗71 109 | ↗71 964 |
| 2017    | 2018    | 2019    | 2020    | 2021    | 2023    | 2024    |
| ↗72 873 | ↗74 865 | ↗76 093 | ↗76 218 | ↗78 008 | ↘76 926 | ↘75 669 |

Дорогомилово с советского времени считается одним из самых престижных районов столицы — тогда в домах вдоль Кутузовского проспекта и Большой Дорогомиловской улицы предоставляли квартиры партийной, государственной и культурной элите СССР.
Цена жилья здесь сопоставима с самыми дорогими районами Центрального административного округа.

### Национальный состав
По итогам переписи населения 2020 года проживали следующие национальности (национальности менее 0,1 % и другое, см. в сноске к строке «Другие»):
| Национальность | Численность, чел. | Доля     |
| -------------- | ----------------- | -------- |
| Русские        | 50 661            | 64,94 %  |
| Украинцы       | 1035              | 1,33 %   |
| Грузины        | 692               | 0,89 %   |
| Татары         | 680               | 0,87 %   |
| Армяне         | 643               | 0,82 %   |
| Чеченцы        | 639               | 0,82 %   |
| Азербайджанцы  | 581               | 0,74 %   |
| Евреи          | 537               | 0,69 %   |
| Узбеки         | 278               | 0,36 %   |
| Белорусы       | 223               | 0,29 %   |
| Молдаване      | 184               | 0,24 %   |
| Казахи         | 165               | 0,21 %   |
| Таджики        | 117               | 0,15 %   |
| Осетины        | 106               | 0,14 %   |
| Аварцы         | 89                | 0,11 %   |
| Абхазы         | 87                | 0,11 %   |
| Британцы       | 84                | 0,11 %   |
| Другие         | 21 207            | 27,18 %  |
| Итого          | 78 008            | 100,00 % |

## Достопримечательности и памятные места района
- Площадь Дорогомиловская Застава с памятником Москва — город герой.
- Поклонная гораПоклонная гора
- Киевский вокзал
- Площадь Евразии
- Триумфальные ворота

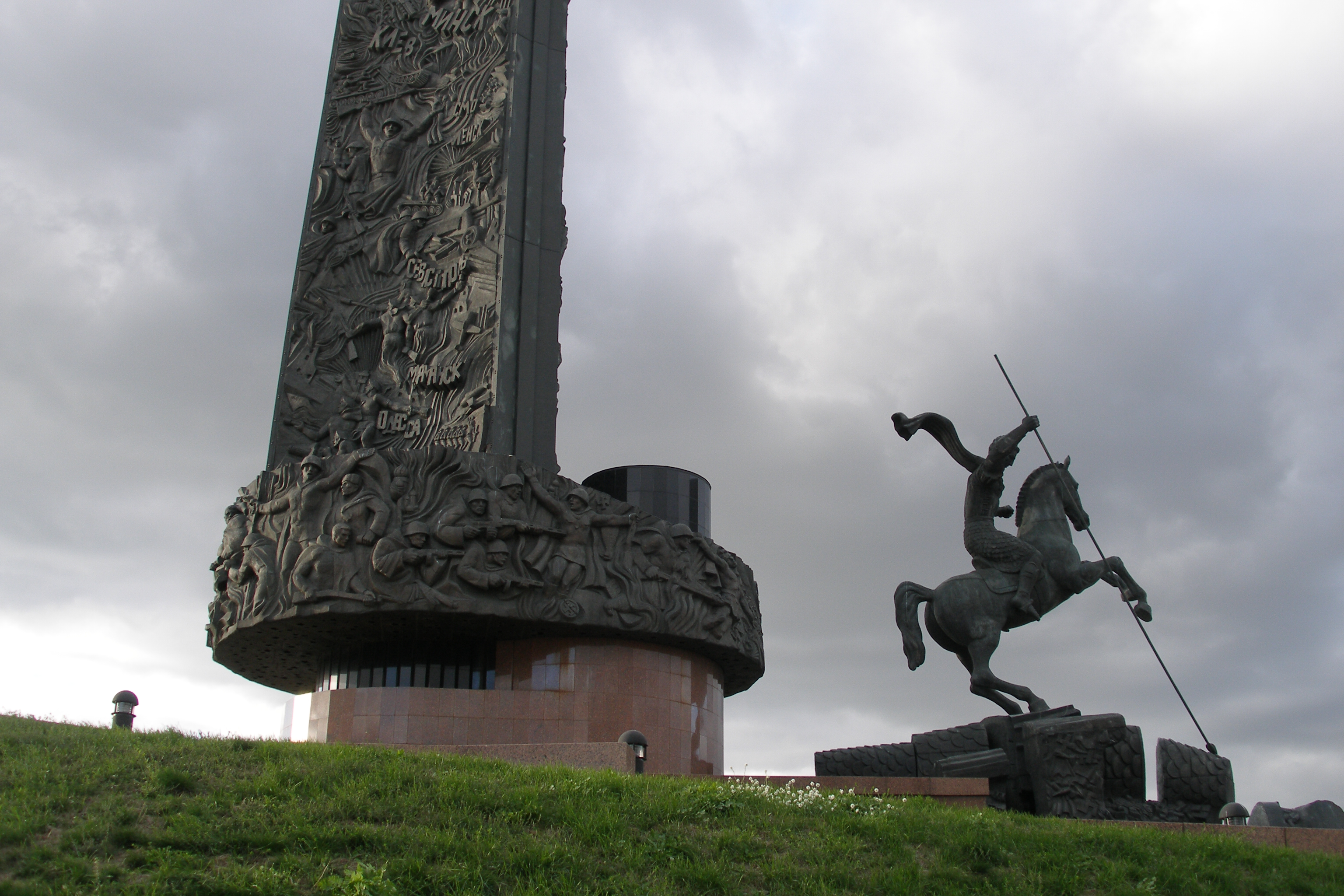
Поклонная гора

- Музей-панорама «Бородинская битва»
- Бородинский мост
- Кутузовская изба
- Храм-часовня архангела Михаила при Кутузовской избе
- Сохранившиеся участки Дорогомиловского вала (часть Камер-Коллежского вала между площадью Дорогомиловская Застава и Москвой-рекой), см. иллюстрацию, и историческое направление трассы Дорогомиловского Камер-Коллежского вала по ограде завода им.Бадаева[24]
- Восточная часть яблоневого сада вдоль Кутузовского проспекта, излюбленного места отдыха местных жителей[25].

## Парки, скверы, общественные пространства
На территории Дорогомилова расположен Парк Победы на Поклонной горе площадью в 135 га, а также несколько небольших скверов и озеленённых общественных пространств: Киевский сквер, Украинский бульвар, набережная Тараса Шевченко, сквер на ул. Студенческая, сквер за Музеем-панорамой «Бородинская битва», Можайский плодовый сад, сквер у дома 39 по Кутузовскому проспекту.
Парк Победы – крупный мемориальный комплекс, посвящённый победе советского народа в Великой Отечественной войне. Был открыт 9 мая 1995 года. Сегодня в парке находится множество памятников и мемориальных объектов, в День Победы здесь проходят торжественные мероприятия. В 2019 году, в преддверии 75-летия Великой Победы, в парке начались работы по благоустройству.
Киевский сквер находится рядом с площадью Евразии. В 2019 году территория зоны отдыха была включена в план работ по благоустройству площади Киевского вокзала и прилегающих улиц. По проекту реконструкции, в Киевском сквере должны появиться павильоны и сухой фонтан.
Украинский бульвар получил своё название в 1965 году. Его современный архитектурный облик сформировался в 2005 году с появлением здесь ряда фонтанов авторства Александра Бурганова. В 2020 году Украинский бульвар был реконструирован в рамках городской программы благоустройства общественных пространств «Мой район».
Набережная Тараса Шевченко возникла в середине XIX века. В силу особенностей рельефа является двухуровневой. В 2017 году здесь был обустроен сквер с пешеходными дорожками и площадкой для выгула собак. В 2020 году набережная вместе с Бережковской вошла в столичную программу по благоустройству «Мой район».
Сквер у Музея-панорамы «Бородинская битва» был реконструирован в 2018 году. В ходе работ здесь были оборудованы новые дорожки со съездами для колясок, места для тихого отдыха со скамейками, разбиты клумбы.
Сквер на Студенческой улице представляет собой треугольник на пересечении улицы с Дохтуровским переулком. В 2018 году здесь была проведена реконструкция: сквер расширили, дополнительно озеленили, проложили пешеходные дорожки с учётом народных троп. Для отдыха поставили скамейки, а для занятий спортом – скейт-парк и площадку воркаут.
Сквер у дома 39 по Кутузовскому проспекту возник в 2017 году в рамках программы «Моя улица». Ранее территория представляла собой неухоженную местность. После благоустройства здесь появилась инфраструктура для прогулок, учитывающая особенности рельефа, скамейки, уличные тренажёры и спортивная площадка.
Можайский плодовый сад был высажен москвичами в 1950-х годах по всесоюзной инициативе «Украсим Родину садами». Сегодня разделен на западную и восточную части Минской улицей. Восточная часть сада пролегает в границах района Дорогомилово.

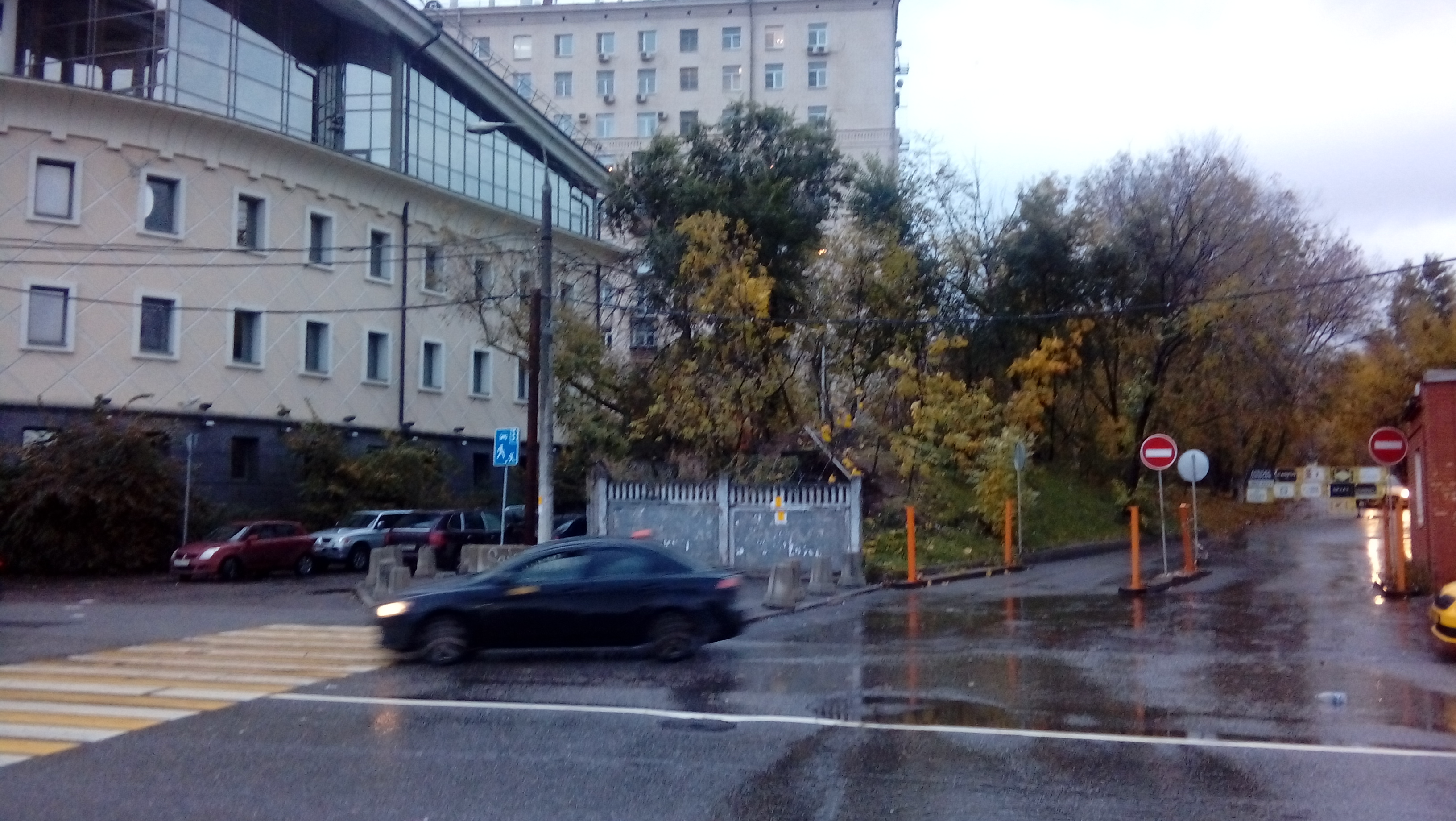
Остатки Дорогомиловского вала, выходящие на набережную Тараса Шевченко вдоль ограждения территории ОАО «Сакко и Ванцетти» и «Бадаевский пивоваренный завод»

## Застройка района
Жилой фонд района практически полностью состоит из нетиповой сталинской застройки и кирпичных домов 1960–1970-х годов. Из двух сотен зданий только  шесть являются панельными. Все сталинки выполнены по проектам «повышенной комфортности», так как изначально предназначались для советской элиты. Площадь жилого фонда района, по состоянию на 2017 год — 1805 тыс. м².
В Дорогомилове мало нового строительства, нет свободной земли, однако девелоперы разрабатывают проекты общей площадью более 1,5 млн м². Планируется застройка Бадаевского пивоваренного завода (территория в 10 га) и разрабатывается проект для территории бывшего Первого Московского приборостроительного завода им. В. А. Казакова, которая принадлежит компании «Базовый элемент». Анонсирован проект развития территории Экспериментального завода полимерных материалов под офисно-жилой квартал (более 1 млн м²). В случае реализации этих проектов жилая площадь района удвоится.

## Инфраструктура района

### Транспорт
Дорогомилово примыкает к центру Москвы и отличается высокой транспортной доступностью. Через территорию района проходят важные городские магистрали Кутузовский проспект, Большая Дорогомиловская улица и Третье транспортное кольцо.
На территории района расположены несколько станций метрополитена:
- Киевская (Филёвская линия)
- Киевская (Арбатско-Покровская линия)
- Киевская (Кольцевая линия)
- Кутузовская
- Студенческая
- Парк Победы
- Минская[36].

Также в пешеходной доступности от Кутузовского проспекта находятся станции «Выставочная» и «Деловой центр», формально расположенные в Пресненском районе. В 2016 году рядом с ними открылась платформа «Кутузовская» Московского центрального кольца, которая имеет переход на одноименную станцию.
На территории района располагается Киевский вокзал.

### Образование и культура
На территории района работают 16 детских садов и 15 учреждений образования, в том числе девять школ и две гимназии, специализированная академия искусств, два колледжа и центр образования («Технологии и обучения»).
В Дорогомилова расположены: Центральный музей Великой Отечественной войны, музей-панорама «Бородинская битва», театр «Мастерская Петра Фоменко», Театр кошек Куклачёва, кинотеатр «Пионер».

### Торговля
На территории района работают несколько крупных торговых центров («Европейский», «Времена года»), супермаркеты («Магнолия», «Перекрёсток», «Азбука вкуса» и другие), магазины шаговой доступности, Дорогомиловский рынок, кафе, рестораны, банки, аптеки, поликлиники и коммерческие медицинские центры.

### Религия

#### Православные храмы
- Храм-часовня Архангела Михаила при Кутузовской избе (Кутузовский проезд, д. 3), строительство в 1910-1912 гг.
- Храм Георгия Победоносца на Поклонной горе (Площадь Победы, 3Б), строительство в 1994-1995 гг.
- Храм-часовня Киево-Печерской иконы Божией Матери при Киевском вокзале (Площадь Киевского Вокзала, д. 1), строительство в 2000-2005 гг[37].

#### Синагоги
- Мемориальная синагога на Поклонной горе

## Дорогомилово на картах Москвы

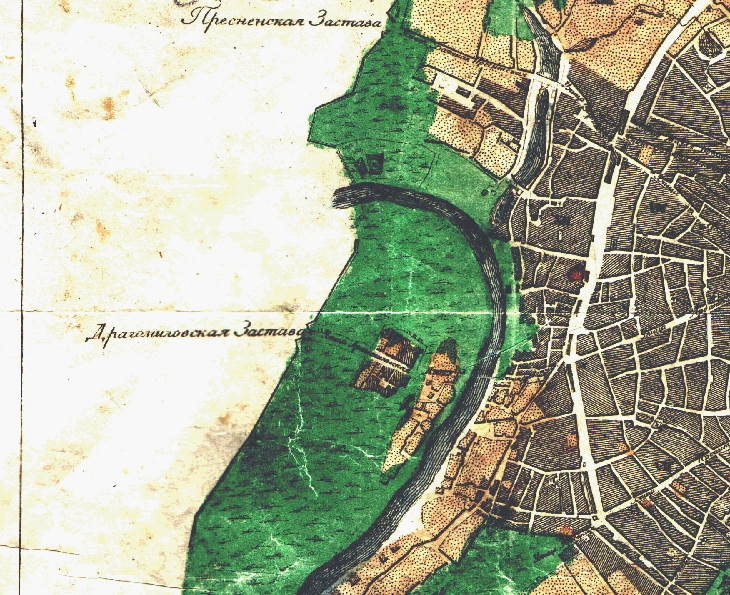
1813 год
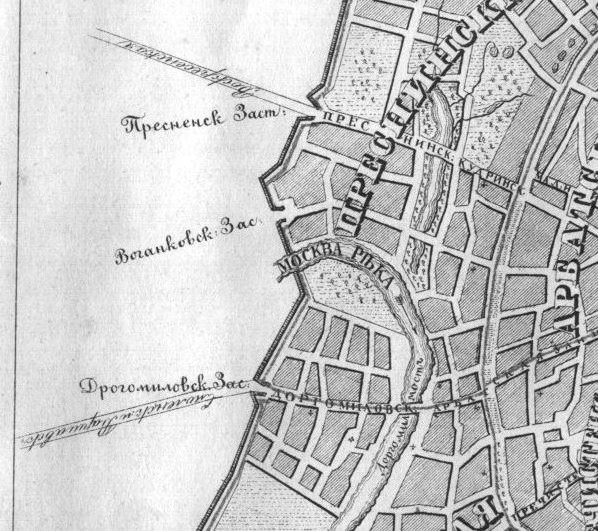
1846 год. План Москвы К. Нистрома
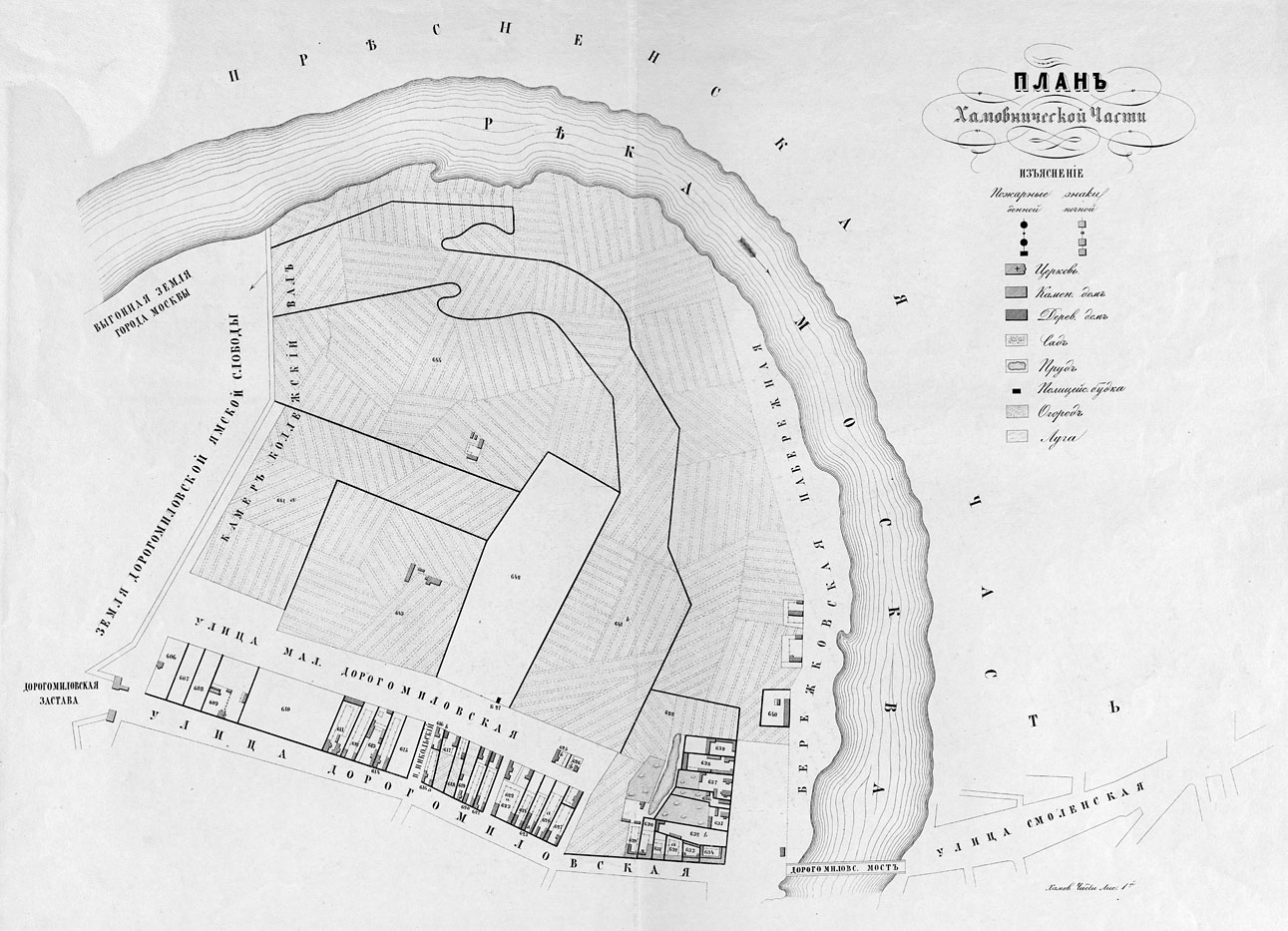
1851-1852. Атлас города Москвы. План Хамовнической части, лист 1
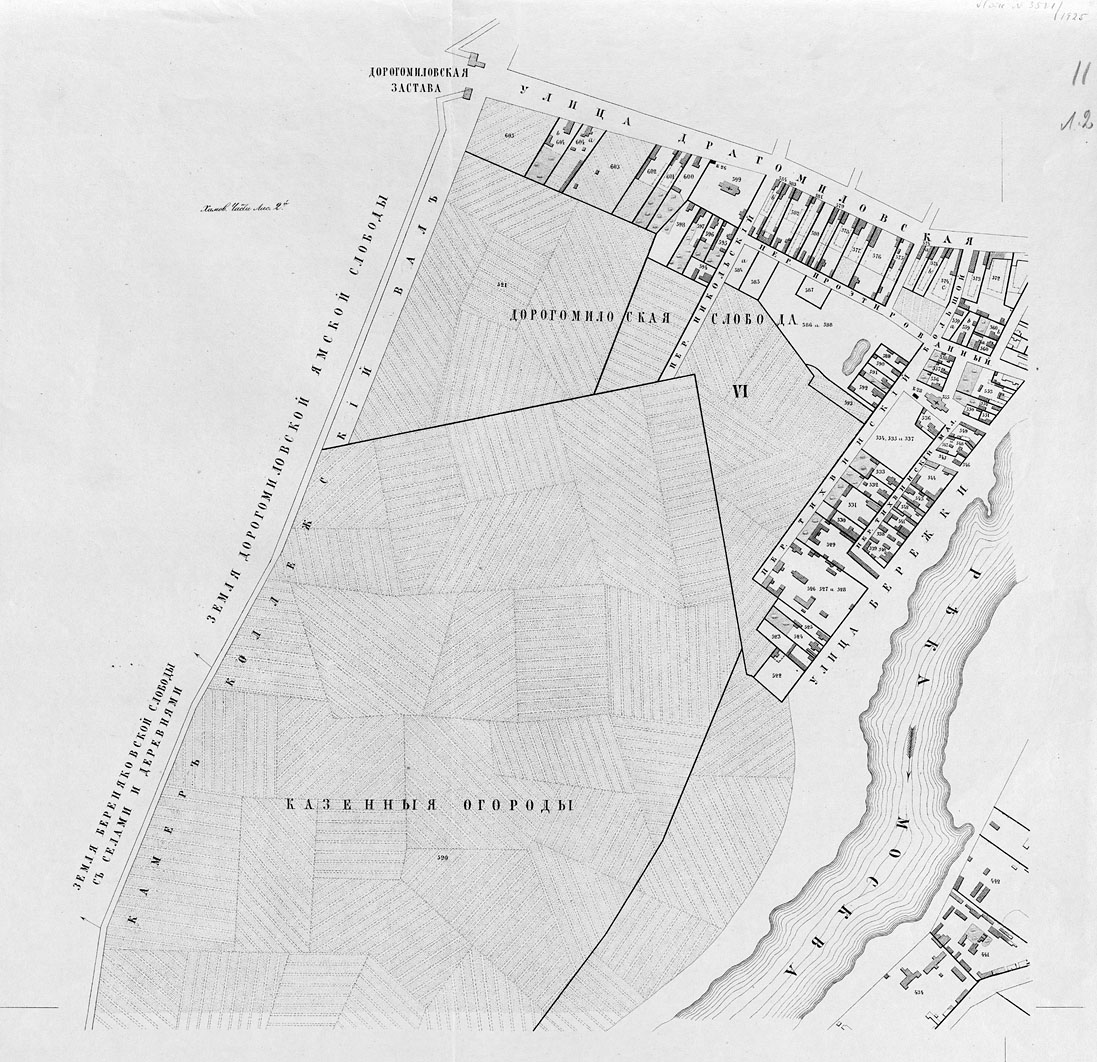
1851-1852. Атлас города Москвы. План Хамовнической части, лист 2
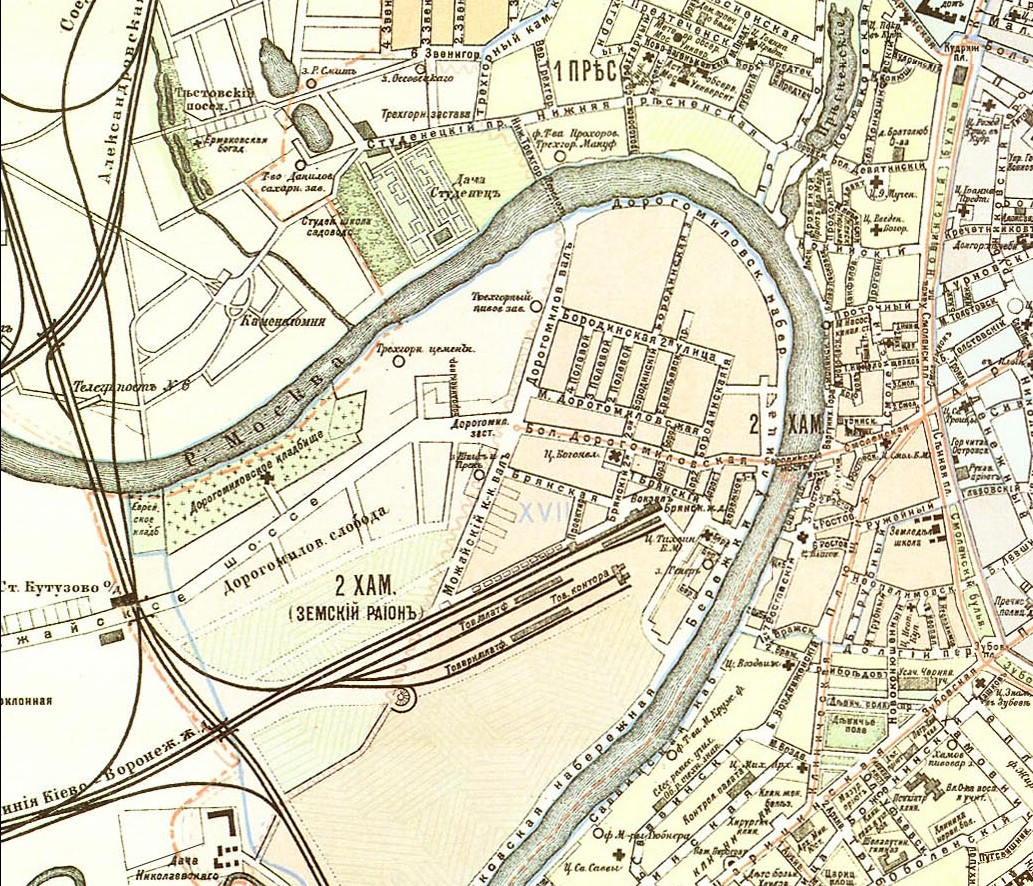
1912 год. Территория района Дорогомилово на карте 1912 года
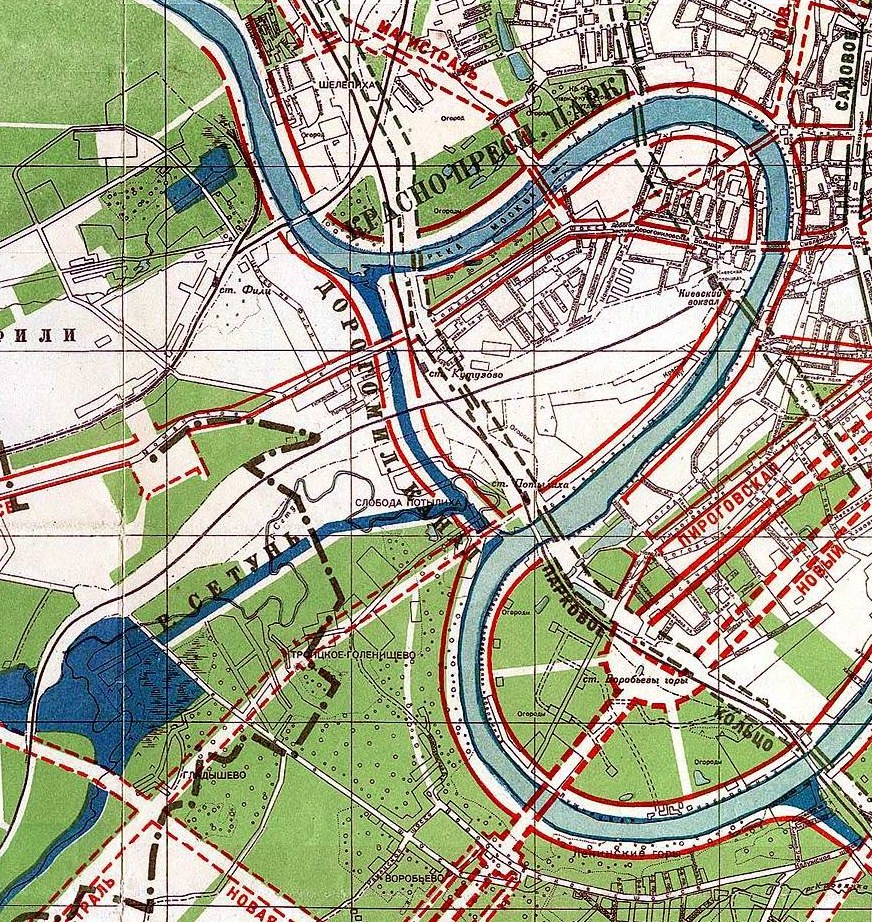
1936 год. План обводнения Москвы

### История района
- История и справочник района Дорогомилово
- История Дорогомилова на сайте Кунцево.онлайн

### Фотографии
- Фотогалерея Дорогомилово на сайте Mosday.ru
- Исчезнувшая Москва. Дорогомилово. Часть 1, часть 2, часть 3. // История застройки Большой Дорогомиловской улицы в фотографиях. Посты в ЖЖ пользователя alex-i1